# Карбонадо
Карбона́до — поликристаллическая разновидность кубического алмаза чёрного цвета. Это тонкозернистые, пористые агрегаты чёрного, серого или зеленоватого цветов.

## Этимология
Название «карбонадо» (от слова «карбо» — уголь) ввели при обнаружении этих минералов в Бразилии в XVIII веке из-за их внешнего сходства с обычным углем.

## Происхождение
Геологические условия формирования обычных алмазов практически одинаковы на всех континентах. С 1900 года общая добыча алмазов на всех известных месторождениях в Австралии и Сибири, в Китае и в Индии, составила приблизительно 600 тонн, при этом ни одного чёрного алмаза на этих месторождениях найдено не было.
Есть версия, что чёрные алмазы имеют космическое происхождение (образовались в результате взрыва сверхновой). Учёные из Флоридского международного университета (англ. Florida International University) и из Университета Кейс Вестерн резерв в Кливленде, обнаружили в образцах чёрных алмазов некоторые редкие соединения титана и азота, до сих пор обнаруживавшиеся только в составе метеоритов. При использовании инфракрасного синхротрона в Брукхейвенской национальной лаборатории в Нью-Йорке, в составе черных алмазов был обнаружен водород, которым так богато межзвездное пространство. Алмазная пыль, из которой формируются черные алмазы, возможно, образовалась в результате взрыва сверхновой звезды миллиарды лет назад.
Однако, есть мнение, что карбонадо могут иметь и земное происхождение. В 1993 году карбонадо обнаружен в экзотических вулканических породах — авачитах, выходы которых известны на восточном склоне вулкана Авачинского на Камчатке — на Козельском вулкане. Самый большой карбонадо был найден в Бразилии, ему было дано имя «Сержиу», его вес составлял 3 167 карат.
Чёрные алмазы синтезируют в промышленных масштабах при давлении 6—12 ГПа. В качестве катализатора используют никель. До недавнего времени такие алмазы считались исключительно техническими и отсортировывались в позицию «борт». Стоимость такого сырья не превышала 10 долларов за карат. Однако какая-то часть такого сырья пригодна для огранки, а именно те кристаллы, в которых чёрный цвет равномерно распределен по всему объёму. Далеко не все специалисты согласны с тем, что огранённый чёрный алмаз можно называть бриллиантом, ведь он непрозрачен, не сверкает и не «играет», и способен отражать свет только поверхностью. Впрочем, бывают и темные экземпляры достаточной прозрачности, способные преломлять и разлагать свет, но они встречаются намного реже чем непрозрачные и очень высоко ценятся, за свой чёрный оттенок и сохранившиеся относительную прозрачность и алмазный блеск.

## Разновидности синтетических чёрных алмазов
Существуют две разновидности синтетических чёрных алмазов (СЧА): баллас и карбонадо (или борт), отличающиеся условием синтеза (давлением) и структурой.
- Баллас — давление 6,0—7,0 ГПа — состоит из определённым образом ориентированных кристаллов.
- Карбонадо — давление 8,0—12,0 ГПа — характеризуется структурой, содержащей неориентированные кристаллы.

## Свойства
Непрозрачность, чернота и необычайная крепость — результат особенностей его строения.